# دائرة درقينة
دائرة درقينة إحدى دوائر ولاية بجاية الجزائرية . عاصمتها هي درقينة وتضم بلديات : 
- درقينة
- آيت سماعيل
- تاسكريوت

## مواضيع ذات صلة
- دوائر ولاية بجاية
- بلديات ولاية بجاية